# 中国大陆PlayStation系列延迟发售事件
中国大陆PlayStation系列延迟发售事件，指2014年年底索尼电脑娱乐上海分公司原计划在中华人民共和国发售不锁区中国大陆版PlayStation 4与PlayStation Vita，但有名为“刘睿哲”的民众向北京市文化局官方网站进行了实名举报，而引发的的一系列事件。

## 事件起因
2014年12月11日，索尼电脑娱乐（上海）有限公司正式发布大陆版PlayStation 4与PlayStation Vita主机。由于竞争产品微软Xbox One实行锁区政策，玩家对索尼电脑娱乐是否采取锁区政策十分关切。索尼电脑娱乐中国战略部部长添田武人表示，索尼电脑娱乐已经将打算引进中国大陆市场的游戏提交给有关部门审核，正在等待结果的公布；而在锁区方面，“有些事情是不可控的，索尼能做到的就是对全球PS4用户尽可能公平。”但在其后，添田武人表示“在符合中国法律规定的情况下，会为中国玩家提供全球统一的游戏体验，游戏机硬件也是符合全球统一标准的”，被认为是对不锁区政策的隐晦表达。2014年12月底，各大媒体先后收到索尼电脑娱乐（上海）提供的测试样机，其结论为国行PlayStation 4不进行锁区。
2014年12月31日，一位后来被称为“刘睿哲”的网民在北京市文化局官方网站进行了实名举报，并在百度贴吧贴出了举报信截图，举报内容如下：
|  | 投诉有关索尼中国发布的游戏机可以随意运行管制级别游戏的申报投诉 预计于中国时间2015年1月上市的索尼中国在中国发售的游戏机PlayStation4（简称PS4）已经被各大媒体所证实，其能运行各种未经中国文化局审核的在其他国家发售的游戏，这些游戏包括《俠盜獵車手5》（Grand Theft Auto V）这种鼓吹毒品、暴力、犯罪、屠杀、滥交等情节的游戏，严重影响中国文化建设。本人强烈要求封杀索尼中国此类藐视中国法律制度的行为。 |

## 事件后续
由于“锁区”议题过于敏感，刘睿哲主动贴出举报截图导致玩家激烈抨击，随后被各大游戏与科技媒体竞相转发，致使社会影响扩大，中华人民共和国文化部市场司相关负责人称：“近日来确实接到个别人士反映索尼PS4『不锁区』的问题，有举报人还称PS4运行的部分内容涉及毒品、暴力、犯罪等情节，不过目前已交由上海市监管部门进行核查，目前尚无法确定索尼在中国市场是否存在违规行为。”
大部份电子游戏玩家推测认为，该事件会导致PlayStation 4和PlayStation Vita首发延迟，紧急赶制必须升级补丁，锁序列号以9结尾的机器，备货全部返厂重制，并屏蔽外服PlayStation Network，检测大陆IP强制跳转到国服。刘睿哲的举报行为引發网友大量关注，个人信息被迅速人肉搜索公布。随后，刘睿哲再次发帖回应质疑，称其举报的原因是“为了搞清楚有关部门到底在怎么想”，并声称自己是任天堂粉丝，希望索尼与微软的主机都不锁区。
2015年1月8日17点12分，PlayStation中国官方微博发布消息称，索尼电脑娱乐（上海）有限公司与上海东方明珠索乐文化发展有限公司（索尼电脑娱乐与上海东方明珠集团组建的合资公司）今日宣布，由于种种原因，预计于2015年1月11日在中国大陆市场发售的PlayStation 4、PlayStation Vita、配件产品及相关游戏软件的正式上市时间将推迟，并对玩家和粉丝致以歉意。一时众说纷纭，亦有消息称延期仅与游戏审批受阻有关。
2015年1月9日，索尼电脑娱乐主席豪斯（Andrew House）在接受采访时称，周四（2015年1月8日）宣布的推迟与最近黑客攻击索尼影视娱乐（索尼影业遭黑客攻击事件）以及另外一起针对PlayStation Network发起的攻击无关；后者导致圣诞节期间出现服务中断。他并承认索尼电脑娱乐PlayStation 4视频游戏机推迟在中国市场的销售是因为有关部门要求该公司对商业计划做出调整，并认为推迟销售不会影响到索尼电脑娱乐与上海东方明珠索乐为中国市场生产PS4游戏机。他表示这个挫折涉及PS4上市策略，但没有具体表述。
2015年2月20日，据媒体报道，有网友使用早前流出的中国大陆版PlayStation 4升级到2.04版本之后，“无法新添加任何地区的PSN帐号，添加验证中显示‘您所在的国家、地区不支持此服务’”；而香港版、日本版PlayStation 4则能正常运行。
2015年3月，随着PlayStation 4首发游戏一一通过国家新闻出版广电总局审批，索尼电脑娱乐重新宣布PlayStation 4中国大陆版于2015年3月20日上市。
2015年3月20日，中国大陆版PlayStation 4与PlayStation Vita上市后，经一些媒体测试，发现中国大陆版主机只能登陆地区为中国的PSN帐号，无法登录外服账号及下载外服游戏；除此之外与其它地区发售的主机没有任何不同，中国大陆以外地区发售的游戏光盘也可以顺利运行，也可以下载其它地区版本游戏的补丁及进行全球联机。而其它地区发售的主机则可以登陆地区为中国的PSN帐号，也可以运行中国大陆版的游戏。
同日，有玩家在PS4首发现场挂出“千古罪人刘睿哲”的标语，刘睿哲及其事件在互联网广为流传。
在中国大陆版PlayStation 4上市一段时间后，有网友发现可以通过PS4的备份功能登陆其它地区的PSN帐号。

### 类似事件
- 肖战事件
- 敖厂长事件
- LexBurner事件